# كلاي تي وايتهيد
كلاي تي وايتهيد (بالإنجليزية: Clay T. Whitehead) هو مهندس أمريكي، ولد في 13 نوفمبر 1938، وتوفي في 23 يوليو 2008 بسبب سرطان البروستاتا.